# Marek Jankulovski
Marek Jankulovski (n. 9 mai, 1977 în Ostrava) este un jucător de fotbal ceh retras din activitate, care a câștigat Liga Campionilor cu clubul italian A.C. Milan.

## Palmares
Milan
- UEFA Champions League: 2006–2007
- Supercupa Europei: 2007
- Campionatul Mondial al Cluburilor FIFA: 2007
- Serie A: 2010–11

Cehia
- Campionatul European de Fotbal: 2004 (locul trei)

Individual
- Fotbalistul ceh al anului (1): 2007

## Legături externe
- Marek Jankulovski Arhivat în 16 iulie 2011, la Wayback Machine. pe site-ul Federației Cehe de Fotbal
- Profil la uefa.com
- Marek Jankulovski la fotbal.idnes.cz